# Mateu Ciurana i Xirgo
Mateu Ciurana i Xirgo (Caldes de Malavella, 21 d'agost de 1959) és un periodista de ràdio, escriptor, cineasta, i gestor cultural. Va residir un temps a Fornells de la Selva, i ara ha tornat a Caldes.
El 1982 va debutar a la ràdio amb vint-i-tres anys a Girona a «La Voz de Gerona» del Sindicat Vertical, una emissora soporífera del règim franquista que Joan Albert Argerich va transformar en Radiocadena, una emissora moderna, a la qual va formar tota una generació de presentadors i periodistes. Ciurana hi ha fet de tot, excepte esports: «De Ciurana se’n recorden els programes despertadors i magazins amb un nom propi: el del gall Celdoni, que amb el seu cant va ser l’encarregat durant molt temps de donar el bon dia a l'audiència.»
Va passar a Ràdio 4 a Barcelona, Ràdio Nacional, Ràdio Girona-Cadena Ser, OnaGirona, la filial gironina d'Ona Catalana. Va crear la productora Veinàlia Produccions que participa en la gestió d'emissores de proximitat com QuartFM, CaldesFM i que fa magazins radiofònics com a locutor per a Ràdio Cassà.
Com a escriptor va debutar amb La Copa de Caldes el 2019. El 2022 ha sortit la novel·la Ava al Paradís, «una barreja de veritat i de ficció» sobre l'estada de l'actriu nord-americana Eva Gardner a la Costa Brava. Els seus curtmetratges es distingeixen pel fet que hi participen artistes de primera fila, com ara Gerard Quintana, Xavier Sardà o encara Teresa Gimpera i molts altres.
És director del Centre Cívic i Cultural La Sitja a Fornells de la Selva des de gener de 2010.

## Obres

#### Prosa
- La Copa de Caldes (2019), novel·la
- Bernadeta, història de passió i mort (2021), novel·la com a seqüela, inspirada en el seu curt de 2015, Bernadeta.[13]
- Caldes Desapareguda (2021), juntament amb Marc Martínez
- Ava al Paradís (2022),[14] novel·la, mig fictícia mig històrica, sobre el sojorn a Tossa de Mar de l'actriu nord-americana Ava Gardner (1922-1990) que s'hi va enamoriscar de l'actor i torero Màrius Cabré i Esteve (1916-1990).[4]

#### Curtmetratges
- Llàtzer (2013)
- Diògenes, el gos (2014)[15]
- Bernadeta (2015), amb Casandra Lungu i Xavier Sardà[16] que va tenir una seqüela en forma de novel·la el 2021.[13]
- La senyora de la 212 (2016)[17]
- La Roda (2017),[18] presentat al festival Cinemistica de 2018[19]
- En Venda (2018)[20]
- Els homes també canvien bolquers (2018), premi Miquel Porter i Moix al festival Correcurts[21][22]
- Juan Palomo (2020)

Així com documentals de llargmetratge i Memòries de l'aigua (2021), i la sèrie Memòria Viva als pobles de Fornells, Bordils, Campllong i Riudellots. Codirector, amb Mireia Lluch Bramon del documental Malavelles Meravelles (2023).